# Chai Wan (métro de Hong Kong)

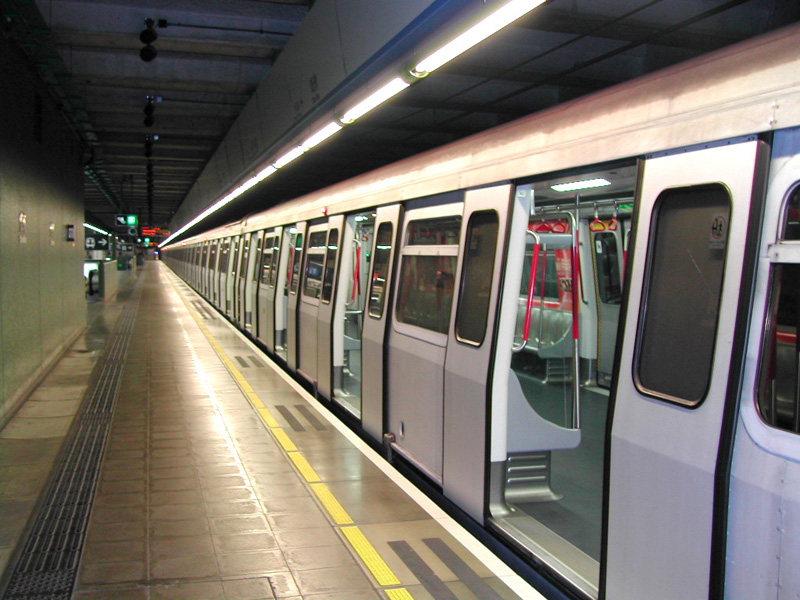
Train du MTR Train prêt au départ à la station Chai Wan.

Chai Wan (chinois : 柴灣站; Cantonais IPA : /tsʰɑɪ33 wɑn55 tsɑm22/; Jyutping : caai4 waan1 zaam5; pinyin : Cháiwān Zàn) est une station de l'Island Line du métro de Hong Kong. Terminus ouest de la ligne, elle dessert le quartier de Chai Wan sur l'île de Hong Kong et le terminal de bus et minibus en partance pour Siu Sai Wan et Stanley. Les murs de la station sont verts.